# Сан-Канциан-д’Изонцо
Сан-Канциан-д’Изонцо (итал. San Canzian d'Isonzo) — коммуна в Италии, располагается в регионе Фриули-Венеция-Джулия, в провинции Гориция.
Население составляет 6351 человек (2008 г.), плотность населения составляет 193 чел./км². Занимает площадь 33 км². Почтовый индекс — 34075. Телефонный код — 0481.
В коммуне 21 ноября особо празднуется Введение во храм Пресвятой Богородицы.

## Демография
Динамика населения:

## Администрация коммуны
- Официальный сайт: http://www.comune.sancanziandisonzo.go.it/